# Nazwa pamiątkowa
Nazwy pamiątkowe (subdyscyplina nazw miejscowych) są nadawane w celu upamiętniania wybitnej postaci, ważnego faktu w życiu danej społeczności lokalnej czy wydarzenia historycznego itp. Pod względem formalnym nazwy pamiątkowe często odznaczają się podobieństwem od innych nazw (zwłaszcza od nazw dzierżawczych, bądź patronimicznych. 
Nazwy pamiątkowe to także specyficzny rodzaj nazw kulturowych, biorąc pod uwagę stwierdzenie, że oddawanie czci ludziom i faktom historycznym można zaliczyć do produktów kultury.
S. Urbańczyk podaje dla przykładu, że nazwa Augustów została nadana ku czci Stanisława Augusta, w tym miejscu należy podkreślić, że miejscowość nie była jego własnością. Podobnie Rejowiec, którego nazwa miała czcić pamięć po Mikołaju Reju. W 1946 roku nadano nazwę Giżycko od spolszczonej formy nazwiska Gustawa Gizewiusza oraz nazwę Pieniężno od nazwiska Seweryna Pieniężnego. W 1949 roku odnotowano nadanie dwóch nazw: Kętrzyn i Mrągowo. Pierwsza nazwa miała uświetnić pamięć po Wojciechu Kętrzyńskim, druga zaś - po  Krzysztofie Celestynie Mrongowiuszu - osoby wyróżniające się swoimi czynami na rzecz Mazur i Pomorza. W 1950 roku, po śmierci Stanisława Srokowskiego, na jego cześć przemianowano dawne miasto, a obecnie wieś Srokowo.
Badacz zauważył również pewną tendencję do nazywania miejscowości (zwłaszcza osad i/lub ziemiańskich folwarków) od imienia żon i/lub córek właścicieli (np. Anusin, Zofiówka, Zofipole, Annopol, Terespol), a także źródeł mineralnych od imion członków rodziny właściciela/właścicielki (S. Urbańczyk:1991), np. Henryk, Franciszek, Aleksandra, Józef I, Józef II, Bronisław (Wysowa-Zdrój). 
Współcześnie nazwy pamiątkowe dominują w nazewnictwie ulic i placów, a także instytucji pełniących funkcje publiczne (szpitale, szkoły, filharmonie, teatry itd.).